# Michael Nunn (boxe anglaise)
Pour les articles homonymes, voir Nunn.
Michael Nunn est un boxeur américain né le 14 avril 1963 à Davenport dans l’Iowa.

## Carrière
Il devient champion du monde des poids moyens IBF le 28 juillet 1988 en battant par arrêt de l'arbitre à la 9e reprise Frank Tate. Après avoir défendu 5 fois son titre (notamment contre Iran Barkley et Donald Curry), il s'incline au 11e round face à James Toney le 10 mai 1991, puis décide de boxer dans la catégorie supérieure.
Le 12 septembre 1992, il s'empare de la ceinture WBA des super moyens aux dépens de Victor Cordoba. Il conserve cette ceinture 4 fois puis est battu le 26 février 1994 par Steve Little. 4 ans plus tard, il obtient une chance de remporter une 3e ceinture mondiale en mi-lourds mais il perd aux points par décision partagée contre l'allemand Graciano Rocchigiani.

## Distinction
- Sa victoire au 1er round contre Sumbu Kalambay est élue KO de l'année en 1989 par Ring Magazine.